# Taurachtal
Als Taurachtal wird die Talung zweier Taurach genannter Flüsse bezeichnet, die beide in der Nähe des Radstädter Tauernpasses entspringen, aber in entgegengesetzte Richtungen entwässern. 
Der Talzug verbinden das Ennstal mit dem Murtal in Nord-Süd-Richtung und trennt in den Niederen Tauern die Gruppe Radstädter Tauern im Westen von den Schladminger Tauern im Osten. Das Tal ist das zweitöstlichste der Salzburger Tauerntäler.
Die beiden Bäche, die vom Tauernpass herunterziehen, sind: 
- Die Nördliche Taurach (auch Pongauer Taurach) ist ein rechter Nebenfluss der Enns. Sie entspringt südlich unterhalb der Seekarspitze, östlich vom Tauernpass, hauptsächlich aus zwei Bächen und mündet nach etwa 28 Kilometern bei Radstadt (858 m) in die Enns. Hier schließt das Radstädter Becken des Salzburger Ennstals an.
- Die Südliche Taurach (auch Lungauer Taurach) ist ein linker Nebenfluss der Mur und fließt quer durch den Lungau. Sie entspringt südlich von Obertauern und mündet nach etwa 30 Kilometern bei Tamsweg in die Mur. Schon bei Mauterndorf (1123 m) endet das Tal und mündet in das Tamsweger Becken (Lungauer Becken) des Oberen Murtales

Die äußeren Täler sind landwirtschaftlicher Siedlungsraum. Das innere Tal des Talszuges beginnt am Steilanstieg zwischen Johannesfall und Kehrkopf (Tauernhof), verläuft dann weitgehend eben auf um die 1600 m in der Passlandschaft von Obertauern, und endet im Twenger Talpass bis zum Tennfall (Tauernwacht). Der Ort Obertauern ist eine reine Schitourmismus-Siedlung des 20. Jahrhunderts in einer Almenregion. 
Gemeinden in den Taurachtälern sind von Norden nach Süden: Radstadt mit der Ortschaft Höggen im Tal, Untertauern und Tweng (mit dem gemeinsamen Ort Obertauern), sowie Mauterndorf.
Die Berge westlich sind die Gruppe des Hochfeinds bis Ennsquelltal–Zederhaustal, die östlich die Gruppe der Kalkspitzen bis Forstau-Tal−Weißpriachtal. Dass das Tauerntal ohne hochalpines Passhindernis durchläuft, macht seine verkehrstechnische Bedeutung aus. 
Der Radstädter Tauern bildet einen der historisch wichtigsten Alpenübergänge, die Straße der Römerzeit war mit ziemlicher Sicherheit die Römerstraße Virunum–Iuvavum, mit dem Mansio In Alpe am Tauernpass. Die heutige B99 hat aber durch die Tauern Autobahn im westlichen Nebental zwischen Altenmarkt und St. Michael (Oberstes Ennstal und Zederhaustal) und ihre Untertunnelung des Alpenhauptkamms, dem Tauerntunnel, an Bedeutung verloren.